# David Hendrikius Bruce
David Hendrikius Bruce, né le 19 mars 1755 à Coevorden (Pays-Bas), mort le 12 novembre 1828 à Utrecht (Pays-Bas), est un général néerlandais de l’Empire.

## États de service
Il entre en service dans l’armée des Pays-Bas le 20 novembre 1782, il est nommé lieutenant le 13 juin 1791. Major, il prend part au combat avec l’armée de Batavie, et le 23 juin 1805, il rejoint la Grande Armée avec le grade de colonel. Il est promu général de brigade dans l’armée néerlandaise le 7 août 1807. Il combat dans l’armée du Brabant de 1809 au 30 décembre 1811, date à laquelle il adopte le service Français. Il est promu général de brigade d’infanterie le 12 janvier 1811.
En février 1812 il est affecté à la 7e division d’infanterie de l’armée du Portugal. Il participe à la bataille des Arapiles le 22 juillet 1812 et le 23 octobre au combat de Venta-del-Pozo. Rentré en France il quitte le service français le 10 avril 1813. 
Il est fait commandeur de la Légion d’honneur le 26 juin 1813, et rentre en Hollande en 1814.
Le 24 novembre 1816 il est nommé lieutenant-général dans son pays d’origine.

## Sources
- (en) « Generals Who Served in the French Army during the Period 1789 - 1814: Eberle to Exelmans »
- Thierry Pouliquen, « Les généraux français et étrangers ayant servis [sic] dans la Grande Armée » (consulté le 13 juin 2013)